# Atherigona grisea
Atherigona grisea este o specie de muște din genul Atherigona, familia Muscidae, descrisă de Malloch în anul 1923. Conform Catalogue of Life specia Atherigona grisea nu are subspecii cunoscute.